# كندر (خومة)
کندر (بالفارسية: کندر) هي قرية تقع في إيران في قسم خومة الریفي. يقدر عدد سكانها بـ 247 نسمة بحسب إحصاء 2016.